# کاظم اخوان
کاظم اخوان علاف(۱۳۳۸ در مشهد)، خبرنگار و عکاس خبرگزاری ایرنا بود. وی یکی از ۴ دیپلمات ربوده شده ایران در لبنان در سال ۱۳۶۱ است.
با شروع جنگ وی به ستاد جنگ‌های نامنظم پیوست. وی در کنار مصطفی چمران در بیش از هفتاد عملیات و نبرد خطرناک به عنوان یک عکاس رزمنده با دوربین عکاسی و فیلمبرداری حاضر بود.
وی در اولین نمایشگاه بزرگ عکس جنگ در سومین سالگرد انقلاب که در موزه هنرهای معاصر تهران برگزار شد، و در آن ۷۵ عکاس حرفه‌ای و آماتور شرکت داشتند، مقام اول را کسب کرد. همچنین تعدادی از آثار اخوان در ویژه نامه‌ها منتشر و توسط ستاد تبلیغات جنگ در ۲۲ بهمن ۱۳۶۱ که حاصل کار عکاسان حرفه‌ای جنگ ایران و عراق بود، چاپ شد. در کتاب «دفاع علیه تعرض» بیشترین عکس‌ها مربوط به کاظم اخوان دیده می‌شود.

## ربوده شدن
به دنبال محاصره سفارت ایران در لبنان در ۱۴ تیر ۱۳۶۱، اخوان به همراه احمد متوسلیان فرمانده لشکر ۲۷ محمد رسول‌الله، تقی رستگار مقدم و سید محسن موسوی کاردار سفارت جمهوری اسلامی ایران در لبنان راهی لبنان شدند. آنها در پست بازرسی برباره توسط عناصر شبه نظامی متحد اسرائیل موسوم به نیروهای لبنانی فالانژیست‌ها دستگیر و به نقطه نامعلومی انتقال داده شدند. سمیر جعجع یکی از رهبران فالانژها پس از آزادی از زندان اعتراف کرد که گروگان‌های ایرانی به نیروهای وی تحویل داده شده و سپس توسط آنان کشته شده‌اند ولیکن مقامات ایرانی این ادعا را مشکوک دانسته‌اند.
هاشمی رفسنجانی در خاطرات سال ۱۳۶۷ خود می‌نویسد:
«فرستاده رئیس‌جمهور کنیا آمد. اطلاع داد که گروگان‌های ما در لبنان همان سال ۶۲ شهید شده‌اند و خواستار مبادله گروگان‌های انگلیسی و سه اسرائیلی با ۹۰ اسیر شیعه در اسرائیل شد. گفتم اسامی اسرای مورد نظر و آثار گروگان‌های ما را بیاورند.»
وی در خاطرات سال ۱۳۶۹ در جریان کمک به آزاد سازی گروگانهای آمریکایی در لبنان به پیامی از جرج بوش -رئیس‌جمهور وقت ایالات متحده- اشاره می‌کند:
«اطلاعات آمریکا می‌گوید گروگان‌های ایرانی در دست مارونی‌ها در همان روزهای اول کشته شده‌اند ولی باز هم آنها آمادگی دارند که پیگیری مسئله آن گروگان‌ها را ادامه دهند.»
به گفته مرکز اسناد انقلاب اسلامی «اگرچه ابتدا گفته می‌شد که سید محسن موسوی کاردار جمهوری اسلامی ایران در بیروت و همراهانش کشته شده‌اند؛ اما شواهد و مدارک موجود، حاکی از آن است که آنها در اسارت رژیم صهیونیستی می‌باشند.»
حسین دهقان (وزیر  اسبق دفاع ایران) در سوم خرداد ۱۳۹۵ خبر داد احمد متوسلیان و دیپلمات‌های ربوده شدهٔ ایرانی زنده‌اند و در اسارت اسرائیل هستند. پیش از این نیز غضنفر رکن‌آبادی سفیر اسبق ایران در لبنان از زنده بودن دیپلمات‌های ایرانی خبر داده بود.

## کمین ژوئیه ۸۲
"حمید داودآبادی" کتابی با نام "کمین ژوئیه ۸۲" نوشته که روزشمار ربع قرن گروگان‌گیری چهار دیپلمات ایرانی از سال ۱۳۶۱ تا ۱۳۸۴ است که به زبان انگلیسی هم ترجمه شده‌است. نویسنده در این کتاب تلاش کرده‌است تا روزشماری از کلیه اخبار و وقایع اتفاق افتاده از ۱۴ تیر ۱۳۶۱ (چهارم ژوئیه ۱۹۸۲ - روز ربوده شدن چهار دیپلمات) تا تابستان ۱۳۸۴ را گردآوری نماید.